# Polyptychoides niloticus
Polyptychoides niloticus là một loài bướm đêm thuộc họ Sphingidae. Nó được tìm thấy ở Zambia to Sudan, Ethiopia và Somalia.
Chiều dài cánh trước là 28–43 mm đối với con đực và 34-52 đối với con cái. 

## Phụ loài
- Polyptychoides niloticus niloticus
- Polyptychoides niloticus ponens Pierre, 1989 (Tchad)